# Door Gevaert
Alidor Petrus Josephus (Door) Gevaert (Ruddervoorde, 12 december 1911 – Roeselare, 1997) was een Belgisch kunstschilder.
Gevaert is vooral bekend als een surrealistisch en symbolistisch schilder die bewust een eigen stijl voerde. Hij maakte ook klassieke en abstracte werken.

## Biografie
Na zijn middelbare studies aan het college in Essen studeerde hij drie jaar aan het Hoger Instituut Sint-Lucas in Brussel. Daarna volgde hij lessen aan de académie Colarossi in Parijs en verbleef een jaar in München, waar hij met pentekeningen voor het eerst aan een expositie deelnam. Aimé Van Bellegem leerde hem op een gedetailleerde en treffende wijze figuren schilderen.
Na zijn studies werd hij sierkunstenaar van beroep. Vanaf 1945 werd hij voltijds kunstschilder.  
In zijn beginjaren waren zijn werken expressionistisch, met gedurfde vervormingen van de werkelijkheid.
In 1952 ging hij in Kortrijk wonen, waardoor hij tot de Kortrijkse schilders wordt gerekend.
Hij was gehuwd met Margriet Moyaert (°1923), eveneens een verdienstelijke kunstschilder, leerlinge van August Costenoble, en destijds vooral bekend van haar landschappen en bloemstukken. Zij was tevens zijn muze.
Onder invloed van de wekelijkse ontmoetingen met andere schilders, zoals Octave Landuyt, Jacques Pille, Jacques Coryn en Ernest Aerts in ‘De grote bak’ nabij de Grote Markt in Kortrijk, ging hij geleidelijk over naar het surrealisme.
Kenmerkend zijn zijn figuren met een langwerpig gelaat en kale schedel en een wereldvreemde blik, die aan buitenaardse wezens doen denken.
Zijn werk Atoomvrouw werd geselecteerd voor de Europaprijs in de Biennale van Brugge in 1958. Mannenkop kreeg in 1958 de bronzen medaille in de grote prijs van Oostende en werd aangekocht door het museum van Oostende. In datzelfde jaar werd zijn werk Intellect geselecteerd voor de prijs Monique de Groote, waarvan Octave Landuyt de laureaat werd. Door Gevaert had zijn werk ingestuurd onder de schuilnaam "Hali d'Hore".
Voor zijn werk Chitine, dat de kop van een larve in monsterachtige verhoudingen verbeeldt, ontving hij in 1960 opnieuw de bronzen medaille van de grote Prijs van Oostende. Dit werk was het begin van zijn geleidelijke overgang naar de abstracte richting.
Op zijn tentoonstelling in 'Le Zodiaque' te Brussel in februari 1961 bracht hij nog bijna uitsluitend abstract werken. Zij hadden dikwijls een figuratief uitgangspunt, dat herleid werd tot een spel van grote kleurenvlakken met vooral grijze en bruine tinten, waarin het vierkant en de rechthoek domineren. Uitzonderlijk werden ook vreemde elementen zoals zand en marmerblokjes toegevoegd.
In 1961 stelde hij tentoon in de galerie Numero te Florence (Italië) en in 1963 nam hij samen met zijn echtgenote Margriet Moyaert deel aan een groepstentoonstelling in Detroit.
In de jaren 70 werd zijn werk opnieuw figuratief.
Hij was tijdens zijn leven een zeer gewaardeerd kunstenaar. Een tijdlang had hij veelvuldig contact met kunstenaars zoals Floris Jespers, Henri Wolvens, Jacques Pille, Rik Slabbinck en Octave Landuyt. Hij nam geregeld deel aan tentoonstellingen in België en in het buitenland. Hij exposeerde in Duitsland, Frankrijk en Belgisch Kongo. In 1963 verscheen het boek Door Gevaert: De kunstenaar, omstreeks 1963 van Remi De Cnodder.
Tal van zijn doeken zijn opgenomen in Amerikaanse verzamelingen.
In het stadsmuseum Kortrijk hangt het werk Compositie van drie chirurgen en naakte patiënte en het werk abstracte werk Dispersie.
De voorbije decennia is de kunstenaar in de vergetelheid geraakt.

## Algemene bronnen
- Albert Smeets, Ontmoetingen. Door Gevaert. Van het surrealisme naar de abstractie, West-Vlaanderen, jaargang 11, 1962, Digitale Bibliotheek voor de Nederlandse Letteren (DBNL).
- Bert Dewilde, Een galerij Kortrijkse kunstenaars, West-Vlaanderen, jaargang 7, 1958, Digitale Bibliotheek voor de Nederlandse Letteren (DBNL)
- Piron 1999 , vol. 1, p. 601